# Sainte-Marguerite-sur-Mer
Sainte-Marguerite-sur-Mer è un comune francese di 516 abitanti situato nel dipartimento della Senna Marittima nella regione della Normandia.
I suoi abitanti si chiamano Saint-Margueritais.

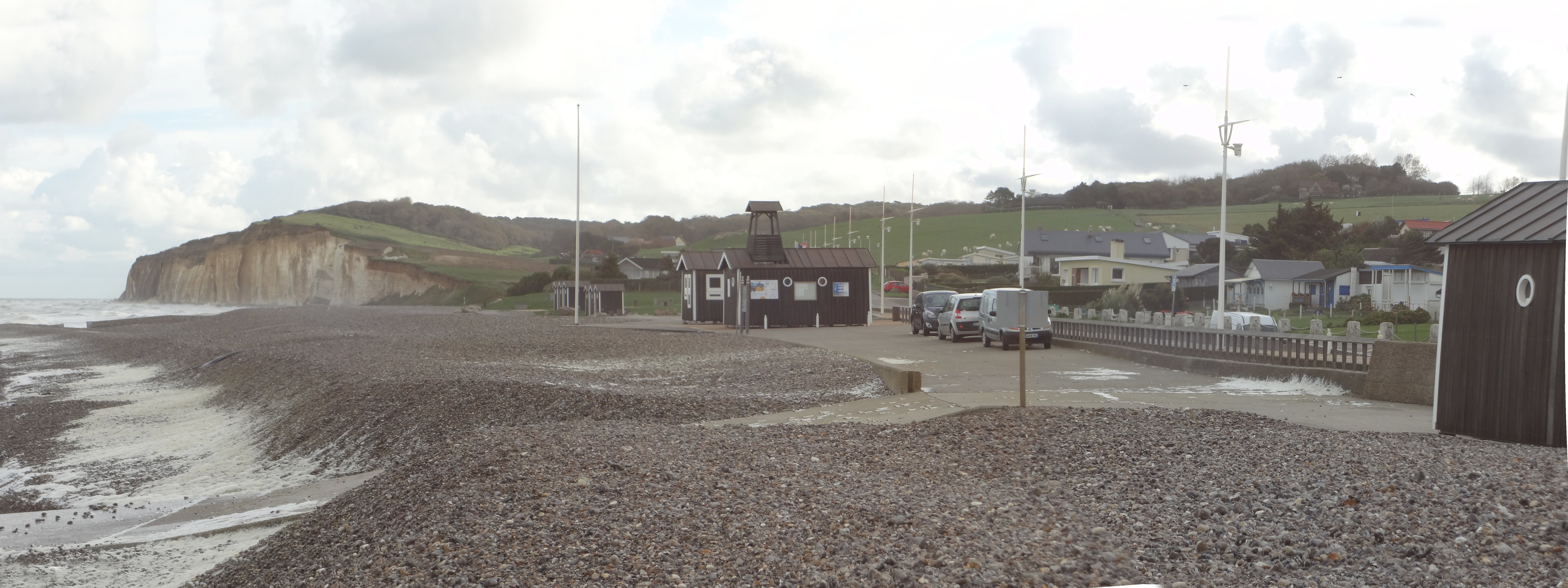

## Società

### Evoluzione demografica
Abitanti censiti